# Bessie Carter
Bessie Beatrice Carter (* 25. Oktober 1993 in London) ist eine britische Schauspielerin.

## Leben und Karriere
Carter ist die Tochter der britischen Schauspieler Imelda Staunton und Jim Carter. Als Teenagerin hatte sie einen Kleinauftritt neben beiden in Cranford. Nach der weiterführenden Schule nahm sie ein Jahr Auszeit, in dem sie nach Australien reiste und als Inspizientin arbeitete. Wieder in England studierte sie darauf an der Guildhall School of Music and Drama, wo sie ihren Abschluss 2016 machte. Danach gab sie ihr professionelles Schauspieldebüt auf der Bühne in John Boynton Priestleys The Roundabout und im Fernsehen in der Miniserie Howards End. Serienhauptrollen folgten 2019 in Beecham House und seit 2020 in Bridgerton als eine Featherington-Schwester. 2025 spielte sie auf der Bühne zusammen mit ihrer Mutter ein Mutter-Tochter-Duo in Frau Warrens Beruf und verkörperte im Fernsehen Nancy Mitford in der Serie Outrageous.

## Filmografie
- 2007: Cranford (Fernsehserie, 1 Episode)
- 2009: Return to Cranford (Fernsehspecial, 2 Episoden)
- 2017: Doc Martin (Fernsehserie, 1 Episode)
- 2017: Howards End (Miniserie, 4 Episoden)
- 2019: Beecham House (Fernsehserie, 6 Episoden)
- 2019: The Good Liar – Das alte Böse (Film)
- seit 2020: Bridgerton (Fernsehserie)
- 2022: I Hate Suzie (Fernsehserie, 3 Episoden)
- 2025: A Cruel Love: The Ruth Ellis Story (Miniserie, 3 Episoden)
- 2025: Outrageous (Miniserie, 6 Episoden)